# جين باتميل
جين باتميل (بالفرنسية: Jean Batmale)‏ (ولد في 18 سبتمبر 1895) هو لاعب كرة قدم فرنسي سابق.

## روابط خارجية
- جين باتميل على موقع قاعدة بيانات كرة القدم.إي يو (الإنجليزية)
- جين باتميل على موقع ناشيونال فوتبول تيمز (الإنجليزية)
- جين باتميل على موقع عالم كرة القدم.نت (الإنجليزية)
- جين باتميل على موقع أوليمبيديا (الإنجليزية)